# Магдалинівська селищна рада
Магдали́нівська се́лищна ра́да — орган місцевого самоврядування в Магдалинівському районі Дніпропетровської області. Адміністративний центр — селище міського типу Магдалинівка.

## Загальні відомості
- Населення ради: 7 206 осіб (станом на 2001 рік)

## Населені пункти
Селищній раді підпорядковані населені пункти:
- смт Магдалинівка
- с. Дубравка
- с. Кільчень

## Склад ради
Рада складається з 30 депутатів та голови.
- Голова ради: Найко Володимир Володимирович
- Секретар ради: Смирна Ніна Михайлівна

### Керівний склад попередніх скликань
| Прізвище, ім'я, по батькові   | Основні відомості                                                        | Дата обрання | Дата звільнення |
| ----------------------------- | ------------------------------------------------------------------------ | ------------ | --------------- |
| Найко Володимир Володимирович | Селищний голова, 1957 року народження, освіта вища, член Партії регіонів | 26.03.2006   | 17.06.2010      |
| Найко Володимир Володимирович | Селищний голова, 1957 року народження, освіта вища, член Партії регіонів | 31.10.2010   |                 |

Примітка: таблиця складена за даними сайту Верховної Ради України

### Депутати
За результатами місцевих виборів 2010 року депутатами ради стали:

#### За суб'єктами висування
| Суб'єкт висування           | Кількість обраних депутатів | %    |
| --------------------------- | --------------------------- | ---- |
| Партія регіонів             | 17                          | 56,7 |
| Комуністична партія України | 9                           | 30   |
| Самовисування               | 3                           | 10   |
| Народна партія              | 1                           | 3,3  |

#### За округами
| № округу                    | Прізвище, ім'я, по батькові     | Дата визнання обраним | Освіта             | Партійна приналежність            | Відомості про обраного депутата                                                  |
| --------------------------- | ------------------------------- | --------------------- | ------------------ | --------------------------------- | -------------------------------------------------------------------------------- |
| Комуністична партія України |                                 |                       |                    |                                   |                                                                                  |
| 7                           | Онацька Вікторія Володимирівна  | 01.11.2010            | вища               | позапартійна                      | Магдалинівське управління ветмедицини, заступник начальника                      |
| 13                          | Шандиба Леонід Федорович        | 01.11.2010            | вища               | член Комуністичної партії України | пенсіонер                                                                        |
| 14                          | Забрудський Сергій Евгенович    | 01.11.2010            | вища               | член Комуністичної партії України | пенсіонер                                                                        |
| 16                          | Цвіткова Людмила Володимирівна  | 01.11.2010            | середня спеціальна | позапартійна                      | д/г Поливанівка, завтоком                                                        |
| 17                          | Толошна Яна Василівна           | 01.11.2010            | середня            | позапартійна                      | тимчасово не працює                                                              |
| 18                          | Борщевська Галина Володимирівна | 01.11.2010            | середня спеціальна | позапартійна                      | дитсадок № 4, с. Кільчень, вихователь                                            |
| 22                          | Зелецкіс Наталія Ромуальдівна   | 01.11.2010            | середня спеціальна | позапартійна                      | Магдалинівська ЦРЛ, медсестра                                                    |
| 26                          | Перепелкін Володимир Григорович | 01.11.2010            | вища               | позапартійний                     | Магдалинівське управління газового господарства, слюсар                          |
| 29                          | Кабашний Сергій Іванович        | 01.11.2010            | вища               | член Партії регіонів              | Магдалинівське управління газового господарства, начальник транспортного відділу |
| Народна Партія              |                                 |                       |                    |                                   |                                                                                  |
| 12                          | Найко Наталія Іванівна          | 01.11.2010            | вища               | член Народної партії              | аптека райдержлікарні ветмедицини, завідувачка                                   |
| Партія регіонів             |                                 |                       |                    |                                   |                                                                                  |
| 2                           | Кулиба Олександр Олександрович  | 01.11.2010            | вища               | член Партії регіонів              | управління зрошувальних мереж, начальник відділу                                 |
| 3                           | Полякова Тетяна Григорівна      | 01.11.2010            | вища               | член Партії регіонів              | Магдалинівська загальноосвітня школа, директор                                   |
| 4                           | Гемай Микола Анатолійович       | 01.11.2010            | середня            | член Партії регіонів              | Магдалинівське управління газового господарства, інженер                         |
| 6                           | Горенок Володимир Михайлович    | 01.11.2010            | вища               | член Партії регіонів              | Магдалинівська РДА, керівник апарату                                             |
| 9                           | Краснощок Любов Петрівна        | 01.11.2010            | вища               | член Партії регіонів              | Магдалинівська загальноосвітня школа, вчитель                                    |
| 10                          | Поміщик Володимир Всеволодович  | 01.11.2010            | вища               | член Партії регіонів              | пенсіонер                                                                        |
| 11                          | Шапошник Максим Валерійович     | 01.11.2010            | вища               | член Партії регіонів              | приватний підприємець, юрисконсульт                                              |
| 15                          | Кравченко Валентина Іванівна    | 01.11.2010            | вища               | член Партії регіонів              | Магдалинівський будинок дитячої творчості, директор                              |
| 19                          | Мостовий Юрій Іванович          | 01.11.2010            | вища               | член Партії регіонів              | Магдалинівська РДА, начальник відділу                                            |
| 20                          | Бєляєва Наталія Леонідівна      | 01.11.2010            | середня            | член Партії регіонів              | Магдалинівський районний спортивно-технічнийклуб, головний бухгалтер             |
| 21                          | Кухар Світлана Іванівна         | 01.11.2010            | вища               | член Партії регіонів              | Магдалинівська загальноосвітня школа, вчитель                                    |
| 23                          | Погрібняк Світлана Миколаівна   | 01.11.2010            | середня            | член Партії регіонів              | Магдалинівська станція юнатів, методист                                          |
| 24                          | Мотуз Наталія Миколаївна        | 01.11.2010            | вища               | член Партії регіонів              | Магдалинівська загальноосвітня школа, вчитель                                    |
| 25                          | Сябренко Володимир Панасович    | 01.11.2010            | вища               | член Партії регіонів              | Магдалинівське управління газового господарства, водій                           |
| 27                          | Смирна Ніна Михайлівна          | 01.11.2010            | середня            | член Партії регіонів              | Магдалинівська селищна рада, в.о.селищного голови                                |
| 28                          | Восьмерик Анатолій Михайлович   | 01.11.2010            | вища               | член Партії регіонів              | колективне підприємство Магдалинівське бюротехнічної інвентаризації, спеціаліст  |
| 30                          | Мазур Олена Михайлівна          | 01.11.2010            | вища               | член Партії регіонів              | фінансовий відділ Магдалинівської РДА, головний бухгалтер                        |
| Самовисування               |                                 |                       |                    |                                   |                                                                                  |
| 1                           | Марченок Олексій Анатолійович   | 01.11.2010            | вища               | позапартійний                     | Магдалинівська РДА, головний спеціаліст                                          |
| 5                           | Настич Ігор Маратович           | 28.02.2011            | вища               | член Партії регіонів              | Магдалинівське управління водного господарства, головний інженер                 |
| 8                           | Завийборода Вадим Петрович      | 01.11.2010            | вища               | позапартійний                     | Магдалинівська селищна рада, заступник селищного голови                          |